# Ардино
 Тази статия е за града в България.  За селото в Драмско, Гърция, чието турско име е Егри дере, вижте Криводол (дем Просечен).  
А̀рдино е град в Южна България. Той се намира в Област Кърджали и е в близост до град Смолян. Градът е административен център на община Ардино. До 1934 година селището има две имена – Егри дере и Хаджъ кьой. През 1960 г. Ардино е обявен за град. По данни на ГРАО към 15 март 2024 г. в града живеят 4518 души по настоящ адрес и 10 211 души по постоянен адрес.

## География
Ардино се намира в източната част на Западните Родопи. Централната част на градчето е на надморска височина от 684 м, но разположен върху хълмове спускащи се към коритото на Ардинска река, разсичаща града на две. Самата река Арда протича от запад и север на града, доближавайки се на около 4 км от града. Името си градчето дължи именно на Арда.
Областният център Кърджали е на 31 км в посока изток-североизток. Друг близък областен център е Смолян на 53 км западно от Ардино. Столицата София е на 274 км.

## История
Когато се образува Славянобългарската държава, този край все още остава в пределите на Византийската империя. Едва по времето на цар Симеон този край влиза в пределите на българската държава. Дяволският мост е на около десетина километра от град Ардино. Намира се в много красив район, надкрачил река Арда. Построен е през 1515 – 1518 година, върху останки на римски мост, който е бил част от древен път, свързващ Беломорието и Горнотракийската низина. Дълъг е 56 метра, широк 3.5 метра, а височината му е 11.5 метра. През 1984 година е обявен за паметник на културата. Тук е снимана и част от известния български филм от 80-те „Време разделно“. Легендите за произхода на името на моста са много. Една от тях разказва, че по време на османската власт, красива девойка била подгонена от няколко турци на коне, които искали да я направят част от харема на местен водач. Тя бягала през планината, бягала, докато стигнала до моста. Качила се горе и се подготвила да скочи с достойнство в буйните води на Арда. Турците тъкмо я настигнали, когато видели във водите отражението на Дявола. Турците се уплашили и избягали. Така момата се спасила от тях. Друга легенда разказва, че в моста е вградена сянката на красива жена, която носила храна на майстора. Вградили са сянката, за да бъде мостът здрав и издръжлив. Скоро след това, жената починала.
Трета легенда говори, че на една от скалите до моста се виждат отпечатъци от стъпките на Дявола. Старите хора също разказват, че около него се случват странни неща. Грохотът на водите се чувал като смеха на Дявола.

### Първи сведения до Втора световна война
Първият писмен извор за град Ардино са записките на френския изследовател Огюст Викенел от 1847 г.
Селището имало средищно значение. Старото име на град Ардино е Егри дере по името на малката река, която тече през селището. След Руско-турската война (1877 – 1878) районът на Ардино е присъединен към новосъздадения Гюмюрджински санджак, Одрински вилает. Към края на XIX век Егри дере е малко селище с няколко бараки на чаршията и тясно мостче над едно от деретата. По данни на турското салнаме от 1898 година населението на Егридеренска каза е общо 34 338 души. След Първата световна война Ардино е част от Мастанлийски окръг в България. През 1934 г. Егри дере се преименува в Ардино и заедно с десетте села: Давидково, Ленище, Бял извор, Петково, Долно Прахово, Загражден, Русалско, Лъджа, Безводно и Чамдере, образува Ардинска околия и се включва в състава на Старозагорска област.

### Съвременност
През 1960 година Ардино е обявен за град.
В Ардино има изграден музей през 70-те години. В централната част на града е разположена джамията, която е строена през XV век и е реставрирана през ХІХ век. В града има и църква, която е реставрирана през 2003 година. Построени са множество джамии в периода от 2007 до 2010 година. В близост до музея се намира единствената запазена барутчийница на Балканите.

## Население
| \| Година на преброяване \| Численост \| \| --------------------- \| --------- \| \| 1934 \| 1006 \| \| 1946 \| 1463 \| \| 1956 \| 2558 \| \| 1965 \| 3600 \| \| 1975 \| 5067 \| \| 1985 \| 5482 \| \| 1992 \| 3663 \| \| 2001 \| 3720 \| \| 2011 \| 3493 \| \| 2021 \| 3387 \| |           |
| Година на преброяване | Численост |
| 1934 | 1006      |
| 1946 | 1463      |
| 1956 | 2558      |
| 1965 | 3600      |
| 1975 | 5067      |
| 1985 | 5482      |
| 1992 | 3663      |
| 2001 | 3720      |
| 2011 | 3493      |
| 2021 | 3387      |

По данни от 2011 г., населението на града възлиза на 3493 души. От тях 766 души се самоопределят като българи, а 1719 души – турци. Към 2017 г. населението на града е оценено на 3919 души.

## Религии
Населението на града е съставено от източноправославни християни и мюсюлмани.
Градът е част от Районно мюфтийство – Кърджали на Главно мюфтийство на мюсюлманското изповедание в Република България и от Хасковска духовна околия на Пловдивска епархия на Българска православна църква.

## Икономика
Населението на града е заето в шивашката и текстилна промишленост, минната и добивна промишленост, хранително-вкусова промишленост, земеделие и дърводобив и други. Развити са различните сектори на услугите, сред които търговия, транспорт, комунални услуги.

## Обществени институции
- Общинска администрация
- Районен съд
- „Многопрофилна болница за активно лечение – Ардино“ ЕООД
- Читалище „Родопска искра“
- Общински музей

## Забележителности
- Дяволски мост – старинен мост над река Арда на 10 км от града по екопътека / черен път
- Орлови скали – древно тракийско светилище на 1 км от града по екопътека[6]
- Калето – старинна крепост на 2 км от града по екопътека
- връх Карабурун – на 5 км от града по екопътека
- връх Алада – на 12 км от града по екопътека
- резерват „Белите брези“ по екопътека или отбивка от пътя Ардино-Кърджали, на 4 км